# Anatolij Arcebarski
Anatolij Pawłowicz Arcebarski (ros. Анато́лий Па́влович Арцеба́рский, ur. 9 września 1956 w miejscowości Prosiana w rejonie pokrowskim obwodu dniepropetrowskiego) – radziecki kosmonauta, Bohater Związku Radzieckiego (1991).

## Życiorys
Jest narodowości ukraińskiej. Ukończył szkołę średnią, od 1973 służył w Armii Radzieckiej, w 1977 skończył wyższą wojskową szkołę lotników w Charkowie, później uczył się w Centrum Techniki Doświadczalnej i Przygotowania Pilotów Doświadczalnych w Achtubinsku, w 1987 ukończył achtubinską filię Moskiewskiego Instytutu Lotniczego, a w 1996 Akademię Sztabu Generalnego Ministerstwa Obrony Federacji Rosyjskiej. W 1983 został pilotem doświadczalnym 1 doświadczalnej eskadry lotniczej Wojsk Obrony Powietrznej. 
W styczniu 1988 został włączony do grupy kosmonautów Centrum Podboju Kosmosu Sił Wojskowo-Powietrznych jako kosmonauta doświadczalny 2 grupy, od 18 maja do 10 października 1991 odbył lot kosmiczny na pokładzie Sojuza TM-12 i stacji kosmicznej Mir w ramach programu "Juno" wraz z Siergiejem Krikalowem i Brytyjką Helen Sharman, a także Wiktorem Afanasjewem, Musą Manarowem, Aleksandrem Wołkowem, Toktarem Aubakirowem i Austriakiem Franzem Viehböckiem. Podczas tej misji wykonał sześć kosmicznych spacerów trwających łącznie 32 godziny i 17 minut.
Łącznie spędził w kosmosie 144 doby, 15 godzin, 21 minut i 50 sekund.
25 października 1991 Arcebarski otrzymał stopień pułkownika, 20 sierpnia 1998 zakończył służbę wojskową. W 1999 kierował oddziałem propagandy, a od 16 czerwca 2000 pełnił funkcję wiceprezydenta Federacji Kosmonautyki Rosji

## Odznaczenia i nagrody
10 października 1991 Prezydent ZSRR Michaił Gorbaczow nadał mu tytuł Lotnik Kosmonauta ZSRR, tytuł Bohatera Związku Radzieckiego i Order Lenina.
Stowarzyszenie Uczestników Lotów Kosmicznych (Association of Space Explorers) przyznało mu Universal Astronaut Insignia za lot orbitalny (nr 248).